# Pauli Murray
Anna Pauline « Pauli » Murray (20 novembre 1910 - 1er juillet 1985) était une activiste américaine des droits civiques, des droits des femmes, une avocate, une prêtresse de l'église épiscopale, et une écrivaine. En 1977, Murray est devenue la première femme afro-américaine à devenir prêtre de l'église épiscopale, et figure parmi les premières femmes à être devenue prêtre de cette église,.

## Enfance et Jeunesse
Murray est née à Baltimore, Maryland en 1910. Les deux côtés de sa famille avait des origines métisses. Elle comptait parmi ses ancêtres des esclaves, propriétaires d'esclaves, Amérindiens, des Irlandais, et des citoyens noires et libres. La variété de traits et de teints dans sa famille étaient décrits comme "Les Nations Unies en miniature."  Ses parents—un professeur appelé William H. Murray et une infirmière appelée Agnes (Fitzgerald) Murray— s'identifiaient comme noirs. En 1914, Agnes est morte d'une hémorragie cérébrale. Après, son père a commencé à avoir des problèmes émotionnels à cause de la fièvre typhoïde. Les autres membres de sa famille se sont occupés de ses enfants, et William a été interné dans une institution psychiatrique, où il n'a pas reçu de vrai traitement. 

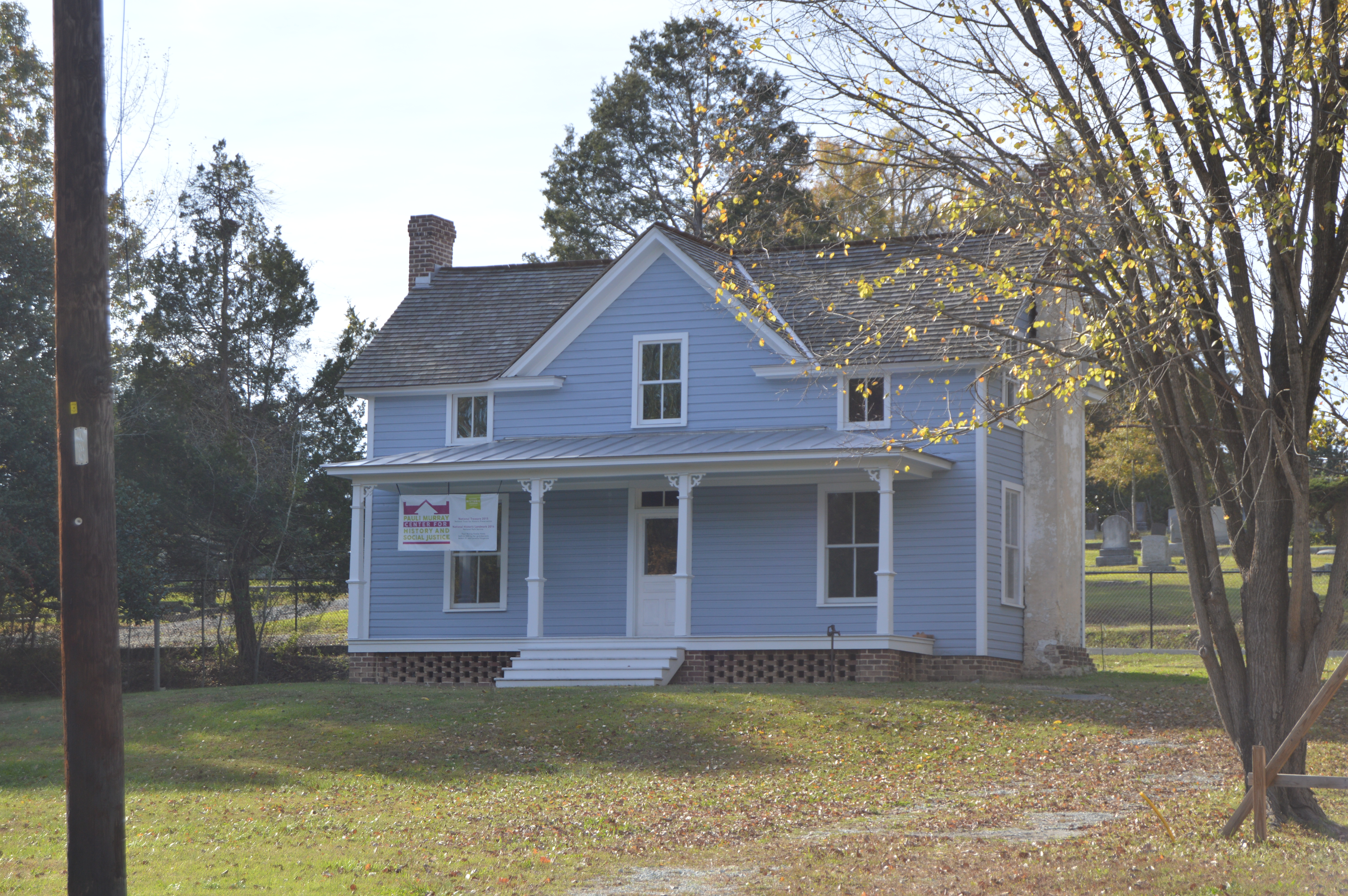
Maison d'enfance de Pauli Murray à Durham (Caroline du Nord).

Quand Pauli avait trois ans, elle a déménagé à Durham, Caroline du Nord, pour vivre avec la famille de sa mère. Ses tantes maternelles, Sarah Fitzgerald et Pauline Fitzgerald Dame et ses grands-parents maternels Robert et Cornelia Fitzgerald, l'ont élevée. Elle est allée à St. Titus Episcopal Church avec la famille de sa mère, comme sa mère avant la naissance de Pauli. En 1923, son père, qui était dans l'Hôpital Crownsville de Maryland, est mort parce qu'un garde blanc l'a battu. Murray voulait le secourir à sa majorité, mais elle avait seulement treize ans quand il est mort.
Murray a vécu à Durham quand elle avait seize ans. Après, elle a déménagé à New York pour finir ses études secondaires et préparer l'université. Là, elle a vécu avec la famille de sa cousine Maude. Ils vivaient dans un quartier blanc, et là, la famille passaient pour blanche. La présence de Pauli déconcertait les voisins de Maude, parce que Murray était visiblement d'origine africaine. Néanmoins, elle a reçu son diplôme de sa High School avec distinction en 1927. Elle s'est inscrite à Hunter College pour deux années. 
Elle s'est mariée en secret en 1930 avec William Roy Winn, ou Billy Winn, mais elle a regretté cette décision.

« Le weekend de leur lune de miel, qu'ils ont passé dans un "hôtel bas de gamme dans le quartier West Side", a été un désastre, une expérience qui Murray a attribué à leur jeunesse et à leur pauvreté. La vérité était plus compliquée. Dans ses notes, Pauli a expliqué qu'elle se sentait rebutée par les relations sexuelles. Une partie d'elle voulait devenir une femme "normale," mais une autre partie résistait. "Pourquoi est-ce quand les hommes essayent de me faire l'amour, quelque chose en moi se révolte?" se demandait-elle. »

Murray et Will ont passé quelques mois avant de quitter la ville. Ils ne se sont plus vus jusqu'à ce que Murray le contacte pour annuler leur mariage le 26 mars 1949.
Le professeur préféré de Murray l'a inspirée à assister à l'Université Columbia, mais l'université n'admettait pas les femmes à cette époque. Aussi, elle n'avait pas les moyens d'assister à Barnard College, qui était le collège associé à Columbia pour les femmes. À la place, elle est allée au Hunter College, une université gratuite où elle était l'une des seules étudiantes à ne pas être blanche. Un de ses professeurs d'anglais l'a encouragée en lui donnant un "A" pour son essai sur son grand-père maternel. L'essai est devenu la base de son mémoire, "Proud Shoes", (1956) qui raconte l'histoire de la famille de sa mère. Murray a publié plusieurs poèmes et un article dans le journal de l'université. Elle a obtenu son Bachelor of Arts (licence) d'anglais en 1933.

## Carrière professionnelle
Après avoir réussi l'examen du State Bar of California (en) (barreau de Californie) en 1945, Murray a été embauchée en tant que première procureure générale noire de l’état en janvier de l'année suivante,.  Cette année-là, le National Council of Negro Women l’a désignée “Femme de l'Année” et le magazine Mademoiselle a fait de même en 1947.
En 1950, Murray a publié States’ Laws on Race and Color, un examen et une critique des lois de ségrégation d’état à travers la nation. Elle a puisé dans des preuves psychologiques et sociologiques ainsi que légales, une technique de discussion novatrice que des professeurs de l'université Howard avaient critiqué plus tôt. Murray affirmait que les avocats des droits civiques devaient faire face aux lois de ségrégation comme étant inconstitutionnelles, plutôt que d’essayer de prouver l'inégalité des  établissements prétendument “séparés mais égaux,” comme certaines personnes le pensaient.
Thurgood Marshall, alors le conseiller principal du NAACP et un futur juge de la Cour suprême, a appelé le livre de Murray la “bible” du mouvement des droits civiques. L’approche de Murray était influente sur les arguments du NAACP dans Brown v. Board of Education (1954). Le NAACP a fait usage des études psychologiques qui évaluaient les effets de ségrégation sur les étudiants à l'école. La Cour suprême des États-Unis a prononcé un jugement déclarant que les écoles publiques séparés étaient inconstitutionnelles.
Murray a habité au Ghana de 1960 à 1961, où elle a travaillé à la faculté du l'école de droit du Ghana. Elle est retournée aux États-Unis et elle a étudié à l’École de droit de Yale. En 1965, elle est devenue la première afro-américaine à obtenir un doctorat en droit de l'école. Elle a enseigné à l'université Brandeis de 1968 à 1973, où elle a reçu une titularisation comme professeure sur les études américaines.

### Jane Crow
Bien qu’elle soit moins connue, Pauli Murray a été l’une des figures de proue du mouvement des droits civiques, aux côtés de leaders comme Martin Luther King, Jr., Aileen Hernandez, Daisy Bates ou Rosa Parks. Elle était une femme fervente qui protestait contre la discrimination sur la base de la race et du sexe. Elle a inventé le terme “Jane Crow”, qui traduisait la conviction de Murray que les lois Jim Crow nuissaient aussi aux femmes Afro-Américaines. Elle était résolve travailler avec les autres activistes à arrêter le racisme et le sexisme. Elle a prononcé un discours “Jim Crow et Jane Crow”, à Washington, D.C. en 1964, qui éclairait la longue lutte des femmes Afro-Américaines pour l'égalité raciale et leur lutte pour l'égalité des sexes. En définitive, Pauli Murray a aidé à faire progresser le mouvement des droits civiques américain en disant au public que les droits des femmes étaient aussi importants que les droits civiques.
Murray a prononcé son discours, “Jim Crow et Jane Crow”, pendant le mandat présidentiel de Lyndon B. Johnson. Elle s'adressait principalement à un public de femmes Afro-Américaines. Pauli Murray reconnaissait que les femmes Afro-Américaines avaient toujours contribué à l’avancement du mouvement des droits civiques. Elle affirmait que les femmes Afro-Américaines faisaient autant que les hommes Afro-Américains pour obtenir des droits égaux entre les personnes noires et blanches. Selon Murray, “Non seulement elles étaient avec les hommes Noirs pendant chaque phase de la lutte, mais elles ont continué aussi quand celle-ci les a détruits." Les femmes Afro-Américaines ont décidé “de persévérer” pour leur liberté bien après que “leurs hommes” ont commencé à ressentir l'épuisement d’une longue lutte pour les droits civiques. Ces femmes se battaient sans peur pour les choses auxquelles elles croyaient, et elles refusaient de renoncer, même face à une bataille longue et fastidieuse. Murray a continué à faire l'éloge des femmes afro-américaines en déclarant qu'“on ne peut pas s'empêcher de demander: la lutte Noire aurait-elle progressé sans la détermination indomptable de ses femmes?”. Les femmes afro-américaines ont été vitales au mouvement des droits civiques et elles l’ont fait avancer par leurs actions propres. Elles étaient aussi importantes que leurs homologues masculins à la lutte noire pour la justice raciale. Leur conscience professionnelle et leur persévérance a révélé que les femmes Afro-Américaines étaient importantes dans la guerre contre le racisme en Amérique.

### Droits des femmes
Le président des États-Unis John F.Kennedy a nommé Murray à la Commission Présidentielle du Statut des Femmes en 1961. Elle a préparé un mémo appelé "Une proposition pour réexaminer l'applicabilité du quatorzième amendement à déclarer des lois et des pratiques qui discriminent sur la base du sexe"("A Proposal to Reexamine the Applicability of the Fourteenth Amendment to State Laws and Practices Which Discriminate on the Basis of Sex Per Se").
En 1963, elle est devenue l'une des premières à critiquer le sexisme du mouvement des droits civiques, dans son discours, "La femme noire et la quête d'égalité". Dans une lettre au leader des droits civiques A.Philip Randolph, elle a critiqué le fait que pendant la Marche sur Washington de 1963, les femmes n'ont pas été invitées à faire un grand discours, ou à faire partie de la délégation des leaders qui sont allés à la Maison Blanche. Elle a écrit: "J'ai été de plus en plus dérangée par la disparité flagrante entre le rôle majeur que les femmes Noires ont joué et qu'elles jouent à la base (qui est crucial pour notre lutte), et le rôle mineur auquel elles ont été assignées en ce qui concerne les décisions de politique nationale. C'est indéfendable d'appeler une marche nationale sur Washington et que l'appel ne contienne pas le nom d'une seule femme leader".
En 1965, Murray a publié son article marquant (coécrit par Mary Eastwood), "Jane Crow et la Loi: La discrimination de Sexe et titre VII" ("Jane Crow and the Law: Sex Discrimination and Title VII") dans la George Washington Law Review. L'article discutait de la manière dont le Titre VII de la loi sur les droits civils de 1964 s'appliquait aux femmes, et faisait des comparaisons entre les lois discriminatoires envers les femmes et lois Jim Crow de ségrégation raciale. En 1966, elle a été cofondatrice de l'Organisation Nationale pour Femmes (NOW), laquelle, espérait-elle, pourrait être un équivalent du NAACP pour les droits des femmes. En mars de cette année-là, Murray a écrit au commissaire Richard Alton Graham que la Commission pour l’égalité des chances ne remplissait qu'une partie de ses devoirs, en faisant respecter les droits des hommes seulement. Plus tard, elle et Doroty Kenyon ont plaidé avec succès dans le cas White v. Crook, dans lequel la Cour d'appel des États-Unis pour le cinquième circuit a voté que les femmes ont un droit égal à siéger comme juré. Quand Ruth Bader Ginsburg, une avocate et future juge à la cour suprême, a écrit son ordre du jour pour Reed v. Reed. Cette affaire, portée devant la Cour surprême en 1971, a étendu pour la première fois la Clause de Protection Égale du Quatorzième Amendement à des femmes. Elle a ajouté Murray et Kenyon comme coauteurs en reconnaissance de ce que son travail leur devait.

## Décès
Pauli Murray est morte d’un cancer du pancréas le 1er juillet 1985. Elle est morte dans la maison qu’elle avait avec son amie de toujours, Maida Springer Kemp, à Pittsburgh, en Pennsylvanie.
En 2012, la Convention générale de l’église épiscopale a décidé d'honorer Murray comme l'une de ses Saintes femmes, saints hommes, chaque 1er juillet, l'anniversaire de sa mort, avec sa collègue écrivain Harriet Beecher Stowe. L'évêque Michael Curry, du diocèse de Caroline du Nord, a dit que cette reconnaissance célèbre "les personnes dont la vie a illustré ce que suivre les traces de Jésus et faire la différence dans le monde signifie".
En 2015, la National Trust for Historic Preservation a nommé la maison d'enfance de Murray (située rue Carroll à Durham, dans le quartier de West End en Caroline du Nord) trésor national.
En avril 2016, l'université de Yale a annoncé qu'il a choisi de nommer l'un des deux nouveaux établissements d'enseignement supérieur résidentiels d'après Murray (Le collège Pauli Murray).
En décembre 2016, le Pauli Murray Center for History and Social Justice a été nommée National Historic Landmark (monument historique national).
En 2018, le Projet national d'histoire des femmes a choisi Murray pour être honorée pendant le mois de l'Histoire des femmes aux États-Unis.

## Sexualité et identité de genre
Murray a eu des difficultés avec son identité de genre et sa sexualité pendant la plus grande partie de sa vie. Son mariage, quand elle était adolescente, s'est terminé presque immédiatement, quand elle a pris conscience que "Quand les hommes essaient de m'aimer, quelque chose en moi se révolte". Bien qu'elle ait reconnue le terme "homosexuel" pour décrire les autres, elle préférait être décrite comme ayant un «instinct sexuel inversé» l'amenant à se comporter comme un homme attiré par les femmes. Elle voulait une «vie maritale monogame», mais elle voulait être l'homme dans le mariage. La majorité de ses relations ont été avec des femmes qu'elle a décrites comme «extrêmement féminines et hétérosexuelles». Quand Murray était jeune, elle était souvent dévastée par la fin de ces relations. Elle a même été hospitalisée deux fois pour un traitement psychiatrique, en 1937 et 1940.
Murray avait les cheveux courts et elle préférait les pantalons aux jupes; à cause de son corps, il y a eu un moment dans sa vie où elle a pu passer pour une adolescente. Dans la vingtaine, elle a changé son nom de Pauline à Pauli, plus androgyne. Au moment de son arrestation pour la manifestation contre la ségrégation dans les bus en 1940, elle a donné le nom de "Oliver" aux officiers qui l'arrêtaient. Murray a poursuivi des traitements hormonaux dans les années 1940 pour corriger ce qu'elle considérait comme un déséquilibre personnel, et elle a même demandé une chirurgie abdominale pour voir si elle avait des organes sexuels masculins en elle.